# بات والش
بات والش (بالإنجليزية: Pat Walsh)‏ هو لاعب اتحاد الرغبي نيوزلندي، ولد في 6 مايو 1936 في كايتيا ‏ في نيوزيلندا، وتوفي في 23 نوفمبر 2007 في أوكلاند في نيوزيلندا.